# Glympis
Glympis is een geslacht van vlinders van de familie spinneruilen (Erebidae), uit de onderfamilie Calpinae.

## Soorten
- G. arenalis Walker, 1865
- G. brunneigrisea Hampson, 1926
- G. cuernavacalis Dyar, 1912
- G. damoetesalis Walker, 1858
- G. deletalis Dognin, 1912
- G. eubolialis Walker, 1865
- G. finitima Smith, 1893
- G. fraterna Schaus
- G. habitalis Walker, 1859
- G. historialis Grote, 1882
- G. holothermes Hampson, 1926
- G. ignilinea Dyar, 1913
- G. immaculalis Harvey, 1875
- G. inconcisalis Walker, 1865
- G. incusalis Grote, 1881
- G. ineptalis Dognin, 1912
- G. nigripuncta Hampson, 1926
- G. parvipuncta Schaus, 1914

- G. phaeotherma Hampson, 1926
- G. poliophaea Hampson, 1926
- G. punitalis Smith, 1907
- G. reversalis Smith, 1907
- G. secundalis Smith, 1907
- G. subochrotalis Dognin, 1912
- G. subrosealis Dognin, 1912
- G. subterminalis Hampson, 1924
- G. toddi Hayes, 1975
- G. truncatalis Walker, 1866
- G. umbrifera Hampson, 1926